# 산타피오라
산타피오라(이탈리아어: Santa Fiora)는 이탈리아 토스카나주 그로세토도에 있는 코무네다. 피렌체에서 남동쪽 110km, 그로세토에서 동쪽 40km 거리에 있다.

## 역사
산타피오라는 살바토레 수도원의 사유재산으로서 890년에 역사에서 처음 언급된다. 11세기인 산타피오라의 군주였던 알도브란데스키 가문은 1082년 이곳에 성을 지었고 성벽으로 둘러쌓았다. 수도원의 권력은 알도브란데스키 가문에게 양도되었고, 14세기까지 산타피오라에 강력한 영향력을 가졌던 시에나 코무네가 토스카나 저지대에 행사하는 패권에 의지하였다. 1493년 세실리아 알도브란데스키가 보시오 스포르차와 결혼하게 되었고, 성과 이곳의 마을들은 스포르차 가문에게 넘어갔다.
산타피오라의 스포르차 가문은 교황 바오로 3세와는 대조적이게 직접 모든 것을 관리하여 그들의 친척들로부터 정치적 지지를 얻어낸 구이도 스포르차 디 산타 피오라 백작 시기에 권력의 정점을 찍었다. 산타피오라국의 주권은 스포르차 가문이 모든 봉건적 자격을 유지한다는 전제하에 레오폴트 2세가 지배하던 토스카나 대공국에 매각되었다.
산타피오라는 수은에서 발생한 진사가 있는 몬테아미아타의 광물이 풍부하여 중요성을 띄고 있다.